# Горный суслик
Западный малый суслик, Горный, или горный кавказский суслик, эльбрусский суслик  (лат. Spermophilus musicus) — грызун рода сусликов. Внешне похож на суслика малого, ранее считался его подвидом.

## Внешний вид
Длина тела горного суслика до 24 см, длина хвоста — до 5 см. Окраска спины серая с буроватым или буровато-жёлтым оттенком, оттенена чёрно-буровыми волосками. На спине слабо выраженная желтовато-бурая пятнистость. Бока и брюхо значительно светлее спины, грязно-серые с желтовато-палевым налётом. Сезонный диморфизм окраски выражен слабо. Окраска молодых сусликов серее и тусклее, с более заметной пятнистостью. В кариотипе 36 хромосом.

## Распространение
Горный суслик распространён в Приэльбрусье, в верховьях рек бассейнов Кубани и Терека (Карачаево-Черкесия, Кабардино-Балкария, Ставропольский край). Его поселения встречаются в диапазоне высот от 1150 до 3200 м над уровнем моря. Общая площадь ареала примерно равна 300 000 га. В области своего обитания горный суслик заселяет разнообразные биотопы, поднимаясь вверх до границы распространения растительности. Он значительно менее прихотлив к среде обитания, чем его близкий родич малый суслик. Самые обширные поселения горного суслика встречаются на альпийских лугах и пастбищах по склонам Эльбруса и на злаково-полынных горных степях. Водится он также на субальпийских лугах, среди посевов ячменя; известны его поселения на лесных полянах, на поросших высоким кустарником (азалии, можжевельник, барбарис) опушках, на вырубках, а также в старом высокоствольном сосновом лесу.

## Образ жизни
Норы обычно строит неглубокие и несложные, без вертикальных ходов и выбросов грунта у входа. Расположение норы часто приурочено к какому-либо укрытию: валуну, кусту, корням дерева. На косогорах и у оснований обрывов норы сусликов могут располагаться в несколько «этажей». Гнездовая камера норы обычно располагается на глубине всего 30–40 см; она устлана мягкими травами, клочками шерсти. Встречаются и сложные, многолетние норы, которые образуются в результате постоянного подновления и достраивания соседних нор; их используют несколько зверьков сразу. На открытых участках с недостатком природных укрытий суслики, помимо жилых нор, роют временные «спасательные» норы с короткими (до 2 м) ходами и без гнездовых камер.
Горные суслики чрезвычайно миролюбивы и в естественных условиях защищают только свои постоянные норы, но не кормовые участки, которые используют совместно. В неволе легко приручаются, особенно молодняк. Питаются надземными частями растений, примесь животной пищи невелика. Звуковой репертуар горного суслика весьма разнообразен. Он включает звуки, используемые при общении между зверьками и сигналы опасности, представляющие собой серии мелодичных свистов.
Активны горные суслики днём, с восхода до заката, по 10–11 часов подряд.

## Жизненный цикл
Зиму суслики проводят в спячке. Сроки пробуждения и залегания в спячку зависят от высоты проживания; общая продолжительность активного периода не превышает 6 месяцев. На высотах 1200–1400 м над у. м. суслики начинают просыпаться в конце марта. В высокогорных районах (2500–3000 м над у. м.) — в первых числах мая. Соответственно смещаются сроки гона, рождения потомства, расселения молодняка. Беременность длится 22 дня. Детёныши (2-4) рождаются голыми, слепыми, с закрытыми слуховыми проходами. Из нор выходят на 28–30 день жизни, после чего постепенно расселяются по отдельным норам. За пределы родной территории молодые зверьки никогда не выселяются.
Сроки залегания сусликов в спячку растянуты и зависят не только от высоты местообитания, но и от степени упитанности зверька. Старые самцы и яловые самки залегают в спячку раньше всех; последними — молодые зверьки. В нижних районах гор старые самцы перестают встречаться уже в конце августа, а молодые суслики активны до конца сентября. В высокогорных районах молодых сусликов можно встретить и в октябре, когда уже выпадает снег.
Горный суслик в свой активный период составляет основу кормовой базы целого ряда хищников. Из наземных хищников на него охотятся лисицы, собаки, каменные куницы и перевязки. Из пернатых — орлы (в высокогорьях беркут, в более низких областях могильник), балобан, кобчик, канюки. Доля сусликов старше 3 лет составляет всего 6% от популяции.

## Значение для человека
Горные суслики являются основными носителями инфекции в Центрально-Кавказском природном очаге чумы. Вредит сенокосам, пастбищам.